# 詞類
词类（英語：part of speech），或称词性，是一个语言学术语，是一种语言中词的语法分类，是以语法特征（包括句法功能和形态变化）为主要依据、兼顾词汇意义对词进行分类的结果。词性可特指词的性质，作为划分词类的依据，因确定了词的性质也就等于确定了词类，所以二者常混用。
从组合和聚合关系来看，一个词类是指：在一个语言中，众多具有相同句法功能、能在同样的组合位置中出现的词，聚合在一起形成的范畴。词类是最普遍的语法的聚合。

## 历史
在印度，早在公元前5世纪，语法学家耶斯迦就在著作《尼禄多》中划分了梵语的四个词类，大约相当于名词或实词、动词、前动词或前缀、小品词或不变词（可能指前置词）。
在西方，词类问题可以追溯到古希腊时代的柏拉图和亚里士多德。约公元前一百年的狄俄尼索斯·特拉克斯（Διονύσιος ὁ Θρᾷξ）分出名词、代词、冠词、分词、动词、副词、前置词、连词八个词类。这些语法范畴后来成为传统，不同程度地沿用至今。
传统的词类划分以“意义”为基础，部分则以“功能”来定义，在标准上不统一，导致结果不一致。例如，以“名词”为指具体或抽象事物的词，是从意义出发；以“副词”为修饰动词的词，则又从功能出发。比如英语中，home（家）在he goes home（他回家去）中修饰动词goes，从语法功能上说是副词，但人们仍从它仍旧是 “命名词”，可见其混乱。
二十世纪的语言学家试图与这种传统绝裂，以求确定更适合某一语言的词类范畴，并使划分标准更为一致。一些语法学家把传统的术语拿过来，重新给它们下定义，同时补充一些必要的新术语；另一些人则完全抛弃传统术语，创造新的名称以防混淆，甚至采取给词类编号的作法。极度形式化的定义如转换生成语法中的定义，根据句子深层语法中的成分结构给词标出范畴，凡是可以在句子中起相同成分作用的词均作为同一类别。

## 划分标准
划分词类的依据包括形态、意义和词的语法功能，三者合称词性。就汉语来说，语法功能是主要依据，形态和意义是参考依据。这三者的重要性在不同语言中各不相同，在词的形态变化丰富的印欧语里，划分词类主要凭词的形态标记，虚词无词类形态标记和功能可言，只好凭语法意义。

### 形态
这在屈折语和黏着语等语言中非常常见。如英语中，名词可以加“-s”变成复数形式、加“-'s”变成所有格形式，动词可以加“-ing”变成现在分词、加“-ed”变成过去式和过去分词。
形态标准不具有普遍性，只适合分析形态发达的语言。

### 意义
语法特征相同的词，在词汇意义上往往有共同点，因此词义可以做为词类划分的参考，不能不顾词义或者完全脱离词义；但不能说词汇意义共通的词，其语法特征相同，因此词义不能做为划分词类的标准。
比如汉语中的“重”和“聪明”都是形容词；但是在西非的伊博语（Igbo）中，“重”属于动词，而“聪明”属于名词。

### 语法功能
又叫词的分布功能，主要指实词在与距离充当句法成分的能力，还包括词语词之间的组合能力。功能标准在全世界语言中更具有覆盖力。从表面上看，有形态的语言常常根据形态确定词类，但是形态变化从根本上说是反映功能分布的形式标签；所以从本质上讲，也是根据句法功能来分类。

#### 句法
指词能否充当句子成分以及充当何种句子成分的情况。如汉语中实词、虚词的区分就主要是根据能否充当句子成分这条标准。又如英语中只有名词和代词可以以原形单独做主语和宾语。

#### 结合能力
指词和其他词汇组合成词组的情况，这包括实词和虚词。实词与另一类实词的组合能力，包括这一类能不能和另一类组合，用什么方式组合，组合后发生什么关系等。如汉语和英语中，形容词的前面常常能加“很、太/very, too”等程度副词，而名词和动词前一般不能加。虚词没有作句法成分的功能，但有依附实词表示语法意义的能力。例如“的”用在偏正短语里表示修饰与被修饰的关系，“吗”用在句末表示疑问语气。

### 综合判断
上述标准一般来说是协调的，所得结果是一致的，但有时候也会出现矛盾，需要综合判断。一般来说，一个词类要有一个必须具备的特征，一些必要的特征，一个不容许的特征，一些可容许的特征。

## 兼类
兼类是指一种语言中的某一个词经常具备几类词的主要语法特征，可以在一种组合关系中的不同组合位置上出现。兼类的词在甲场合里有甲类词的功能，在乙场合里有乙类词的功能；不是说在同一场合里有甲乙两类词的功能。比如“工作”，可以作名词，如“他的工作”；也可以作动词，如“努力地工作”。
两个同形同音但不同源的词的关系不能称为兼类。比如“春天万物都充满生气”中的“生气”是名词，“他很生气”中的“生气”是形容词，但这两个词只是恰巧同音、同字，根本不是一个词，不属于兼类。
一个词的兼类是固定的、经常的，不是临时的、偶然的。后者称为词类活用。如古代汉语中，“君”是名词，但在“晋灵公不君”中被“不”修饰，临时活用为动词，表示“行君道”。

## 各种语言的词类

### 汉语
现代汉语中词类的划分具有层次性。词可分为实词和虚词，实词可分为体词、谓词等，体词又可分为名词、代词等。
汉语语言学界在1930年代时提出了关于如何划分词类的问题。学界有以下观点：
- “依句辨品，离句无品”（黎锦熙）
- “汉语无词类”（高名凯）
- “分布”词类观（朱德熙）
- “表述功能”词类观（郭锐）
- “名动形层层包含”词类观（沈家煊）

比较一致的结论是：汉语有自己的词类；不能单纯以意义为标准区分词类。有的学者认为意义是标准之一，有的认为只是参考而不能作为依据，但都同意最重要的标准是形式上的（如句法功能和形态变化）。

### 英语
传统上，英语中有八个词类：名词、代词、形容词、动词、副词、介词、连词、感叹词。而在更前沿的语法研究中，语法学家们分出了更多、更细的词类，如限定词、句首助动词等。
在一些场合的言语中，一些词可以变成其他词性。如“we must look to the hows and not just the whys”（我们必须关注怎么做而不是为什么做）中，副词“how”（怎么）和“why”（为什么）可以像名词一样加上“-s”的屈折变化表示数范畴，也可以做介词宾语。

### 日语
日语在教育上將詞類分為十個：動詞、形容詞、形容動詞、名詞、副詞、連體詞、接續詞、感嘆詞、助動詞、助詞。其中有一些詞類可明顯標記出來。如，動詞原型是ウ段音結尾，形容詞原型是い結尾等。但反過來不成立，並不是所有ウ段音結尾的詞都是動詞等。
日语的词性分类也和印欧语系的语言不同。日语中有两类形容词（形容词和形容动词），形态规律不同。形容词能够像动词一样附加时态，而形容动词和名词在很多方面类似。